# Castelcucco
Castelcucco ist eine nordostitalienische Gemeinde (comune) mit 2331 Einwohnern (Stand 31. Dezember 2023) in der Provinz Treviso in Venetien. Die Gemeinde liegt etwa 33 Kilometer nordwestlich von Treviso und gehört zur Comunità Montana del Grappa.

## Gemeindepartnerschaft
Castelcucco unterhält seit 2004 eine Partnerschaft mit dem niederbayerischen Markt Rohr in Niederbayern (Deutschland).